# Paul Klee

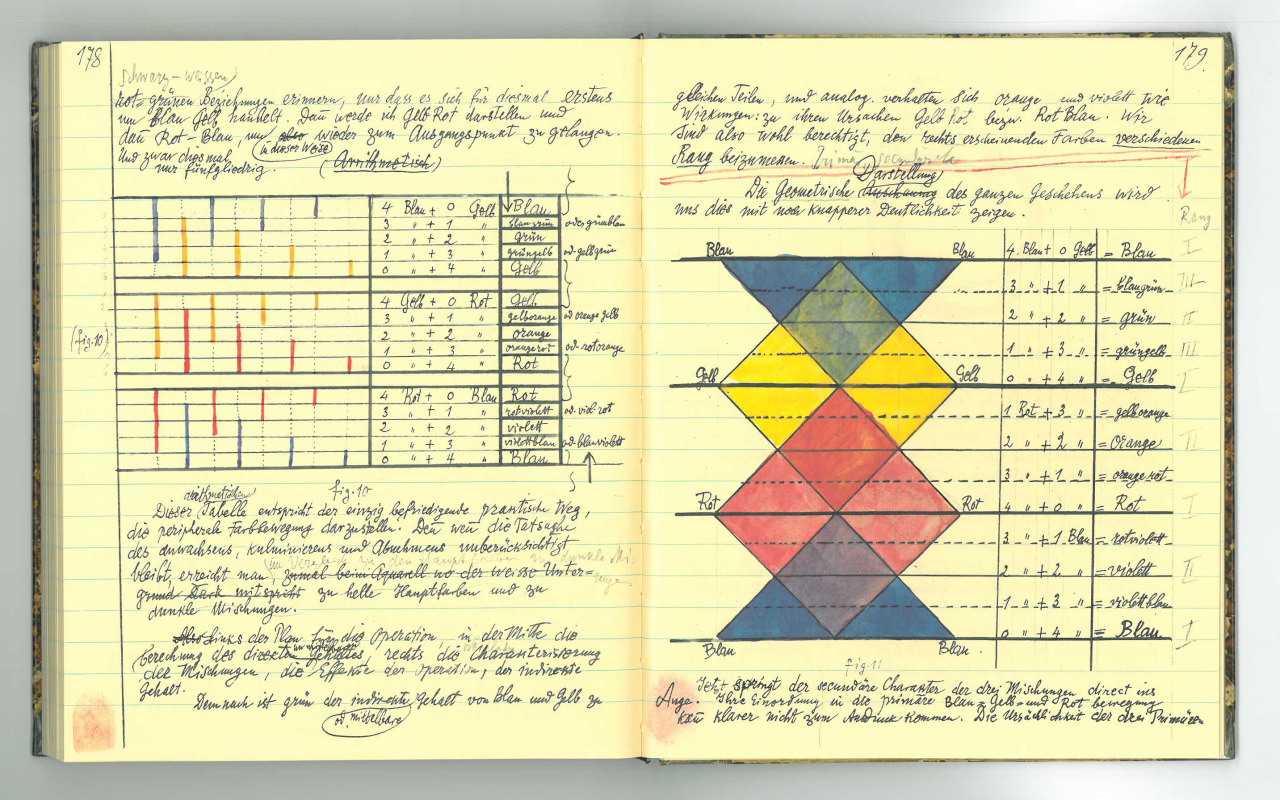
Een notitieboek van Klee

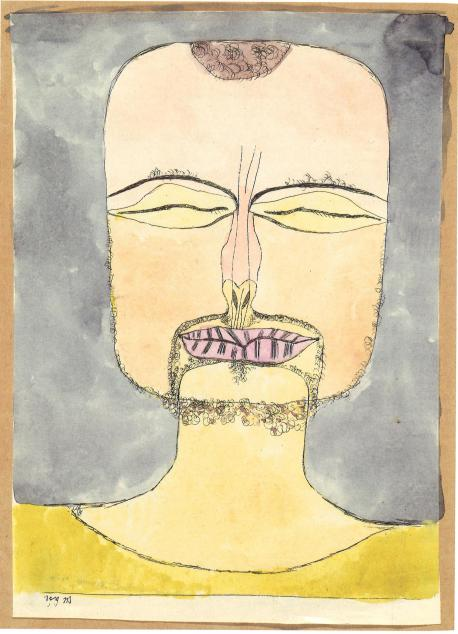
Klee nach der Zeichnung 19/75 (Versunkenheit), 1919

Paul Klee (Münchenbuchsee, 18 december 1879 – Muralto, 29 juni 1940) was een in Zwitserland geboren kunstschilder met de Duitse nationaliteit, die in zijn werk abstracte en figuratieve elementen combineerde met een uitgebalanceerde kleurtechniek. Zijn werk behoort tot de moderne kunst.

## Levensloop

### Jeugd
De vader van Paul Klee was de muziekdocent Hans Wilhelm Klee (1849-1940), die zangkunst, piano, orgel en viool had gestudeerd. Zijn moeder Ida Marie Frick (1855-1921) was zangeres. Paul Klee had een zuster Mathilde (1876-1953). Hij groeide op in Bern, Zwitserland, maar had, net als zijn vader, de Duitse nationaliteit. Door de achtergrond van zijn ouders was zijn muzikale ontwikkeling al vroeg zeer hoog. Hij speelde uitstekend viool, maar koos – ondanks weerstand van zijn ouders – voor de schilderkunst.

### Opleiding
Klee schreef zich in 1898 in bij de kunstacademie in München, maar werd daar afgewezen. Hij begon daarom met privélessen bij Heinrich Knirr (1875-1944). In die tijd ging hij diverse relaties aan met vrouwen en verwekte bij een van hen een kind, dat echter slechts enkele weken leefde. In 1900 ging Klee alsnog naar de kunstacademie, waar hij veel spijbelde en weinig leerde. Hij kreeg onder andere les van de symbolist Franz von Stuck. In de zomer van 1901 verliet hij München en ondernam hij een reis naar Rome, Napels en Florence. De vroegchristelijke en byzantijnse kunst maakten daar veel indruk op hem. Daarna keerde hij terug naar zijn ouders in Bern, en ontwikkelde zich verder als autodidact.

### Eerste successen in Duitsland
In 1906 trouwde Paul Klee met Lily Stumpf, pianiste. In 1907 kregen zij een zoon, Felix, die voornamelijk door zijn vader werd verzorgd en opgevoed. Klee hoefde in de Eerste Wereldoorlog niet naar het front, zoals Franz Marc die daar sneuvelde. In dienst beschilderde Paul Klee vliegtuigen. In die tijd kreeg hij ook steeds meer succes met zijn kunst. In 1920 werd Klee benoemd tot docent aan het Staatliches Bauhaus in Weimar. Daarmee kreeg hij een gegarandeerd inkomen. Hij bleef echter vaak weg van zijn werk en werd daarvoor op zijn vingers getikt, waar hij zich vrij weinig van aantrok. In april 1931 eindigde zijn contract als docent aan het Bauhaus en in oktober werd hij benoemd aan de Kunstacademie van Düsseldorf.

### Emigratie naar Zwitserland
In 1933 kwam een ommekeer. Paul Klee werd vrij snel nadat de nationaalsocialisten aan de macht gekomen waren, op staande voet ontslagen. Eerst werd hij ervan 'beschuldigd' Jood te zijn, maar zijn ontslag hing ook samen met zijn vermeende linkse politieke activiteiten. Op grond daarvan konden mensen naar willekeur door de nazi's worden ontslagen. Klee emigreerde, met zijn Duitse nationaliteit, samen met zijn gezin naar zijn geboortestad Bern. Ondanks dit alles was Klee in 1933 zeer productief geweest, met 182 kunstwerken, onder meer een donker zelfportret getiteld Van de lijst geschrapt, dat Klee met een grote vetgeschilderde X afkruiste.

### Naturalisatie
In Bern moest Klee vijf jaar wachten op naturalisatie tot Zwitser. Daarbij hoorde bovendien nog een vernederende ondervraging door de politie. Hij moest verwijten aanhoren dat zijn kunst links en 'ontaard' zou zijn, maar uiteindelijk verkreeg hij de Zwitserse nationaliteit. Na zijn naturalisatie moest hij ook nog de burgerrechten voor het kanton Bern aanvragen. Hij overleed echter voordat die verleend werden. Zijn werk was in die tijd vaak bedroefd, en Klee was ook minder productief dan in andere jaren.
In 1937 namen de nazi's in Duitsland 102 werken van Klee in beslag, waarvan zeventien op de tentoonstelling Entartete Kunst werden getoond.

### Levenseinde
In 1935 bleek Klee te lijden aan een ernstige, ongeneeslijke ziekte: progressieve sclerodermie. Dit weerhield hem er niet van om steeds meer te schilderen. In 1939 ging Paul Klee naar Ticino om daar voor zijn ziekte een kuur te ondergaan. Hij werd op 8 juni opgenomen in een ziekenhuis in Locarno, waar hij op 29 juni op zestigjarige leeftijd stierf. Op zijn grafsteen in Bern staat zijn uitspraak:
In het aardse leven ben ik niet te begrijpen, want ik woon net zo graag bij de doden als bij de nog niet geborenen. Een beetje dichter bij het hart van de schepping dan de meeste mensen, maar nog lang niet dichtbij genoeg.
Klee liet meer dan 9000 kunstwerken na, evenals vele geschriften: essays, dagboeken, evenals vele brieven. Zijn werk maakt deel uit van de collecties van vele musea over de gehele wereld. De grootste collectie (ongeveer 40 % van het totaal) bevindt zich in het Zentrum Paul Klee in Bern.

## Werk

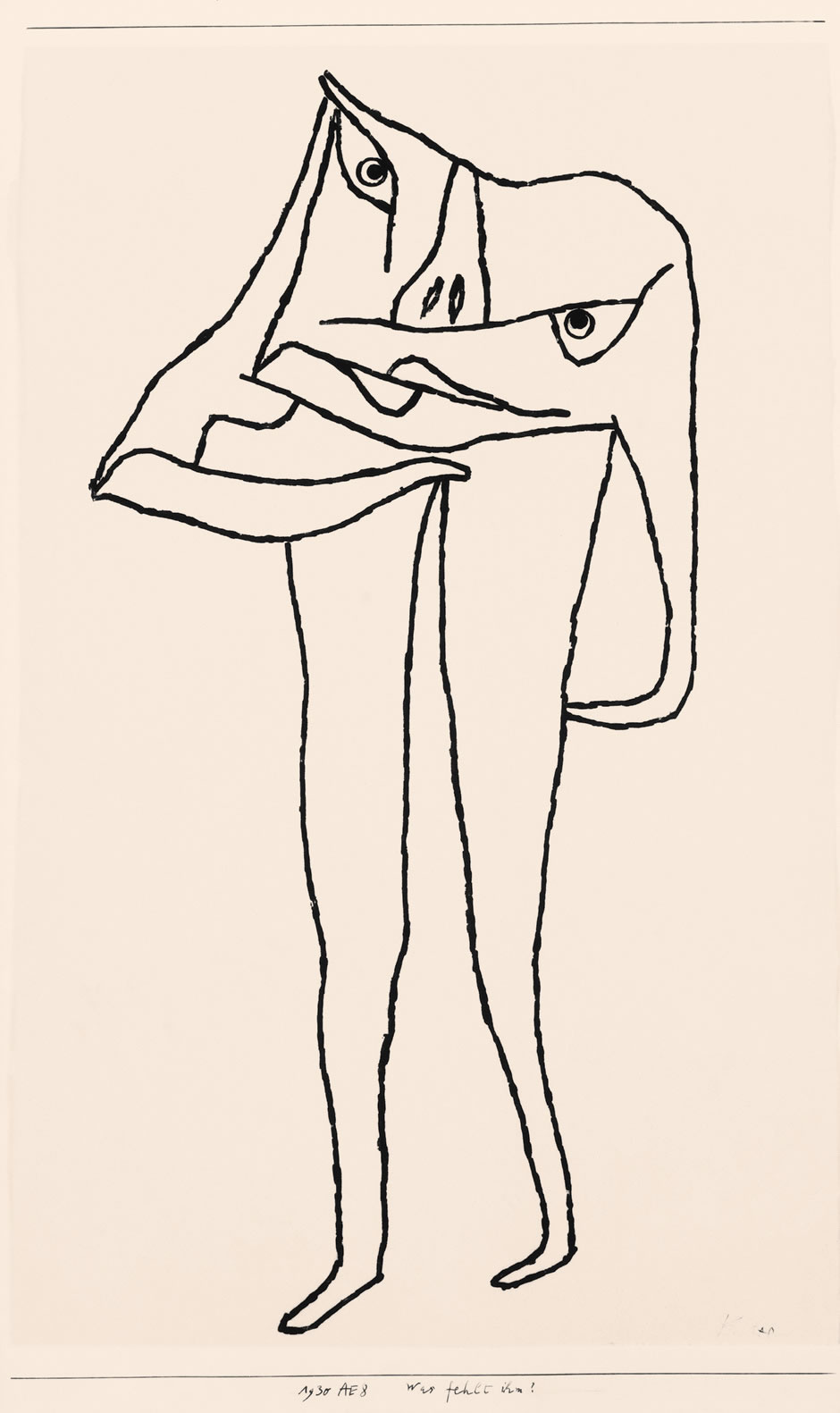
Was fehlt ihm? (Wat mist hij?), 1930

### Beïnvloedingen
Klee bestudeerde het Impressionisme van het eind van de 19e eeuw, maar paste het niet direct toe in zijn werk. In 1911 ontmoette hij August Macke, Wassily Kandinsky en Franz Marc. Hij liet zich beïnvloeden door etnografische (primitieve) kunst (zoals Afrikaanse maskers), door kindertekeningen (zie ook: Karel Appel) en tekeningen van personen met een verstandelijke beperking. In de tweede en laatste tentoonstelling van Der Blaue Reiter in 1912 was Klee met 17 werken vertegenwoordigd. Hij maakte daar kennis met werk van Braque, Picasso en Malevitsj. Hij bracht een bezoek aan Robert Delaunay in Parijs, die kleur het belangrijkste element in de schilderkunst vond. Tijdens een reis van 14 dagen naar Tunis in 1914 met Macke en Louis Moilliet kwam er een doorbraak in het kleurgebruik van Klee. Hij ging steeds kleurrijker schilderen, en maakte ook een stap in de richting van het abstracte. Klee werd ook beïnvloed door zijn collega bij Bauhaus, Johannes Itten, die een invloedrijk werk over kleurenleer heeft geschreven.

### Schilderwerk en -stijl

De goudvis, 1925

Na zijn reis naar Tunesië ontplooide Klee zich ten volle. Zijn werk werd abstracter, met een geraffineerd gebruik van kleur. Zijn thema's zijn zeer veelzijdig: landschappen, sterk vereenvoudigde portretten, dieren (de beroemde goudvis), geheimzinnige machines, verwijzingen naar dromen, muziek, poëzie, mythologie. Hij heeft een zeer individuele stijl ontwikkeld om de onderbewuste geest en de fantasie uit te drukken. Klee gebruikt vaak combinaties van abstracte en figuratieve vormen. Zijn werk is vaak humoristisch.
Klee experimenteerde veel. Met aquarel op ondergronden van textiel, met combinaties van olieverf en aquarel, met spuittechniek, en met allerlei papieren of textiele ondergronden. Maar hij werkte ook vaak met een conventionele schildertechniek zoals olieverf op doek. De meeste werken van Klee zijn op klein formaat gemaakt. Een zeer bekend voorbeeld hiervan is Park bei Luzern, geschilderd in 1914.
Op het werk van Klee is geen eenvoudig stempel te drukken. Het meest gebruikte etiket is dat van het expressionisme. Ook surrealisme, kubisme, abstractie zijn termen van de Europese kunststromingen die op zijn schilderkunst van toepassing kunnen zijn.

### Invloed
Klee heeft veel invloed gehad op de moderne kunst. Zijn boek Figuratieve vormleer verscheen echter pas in 1979. Vooral de Cobra-kunst is door het werk en door de ideeën van Klee beïnvloed.

## Citaat
Kunst gibt nicht das Sichtbare wieder, sondern macht sichtbar (Kunst geeft niet het zichtbare weer, maar maakt zichtbaar), Schöpferische Konfession, 1920. Paul Klee in Wikiquote

## Afbeeldingen

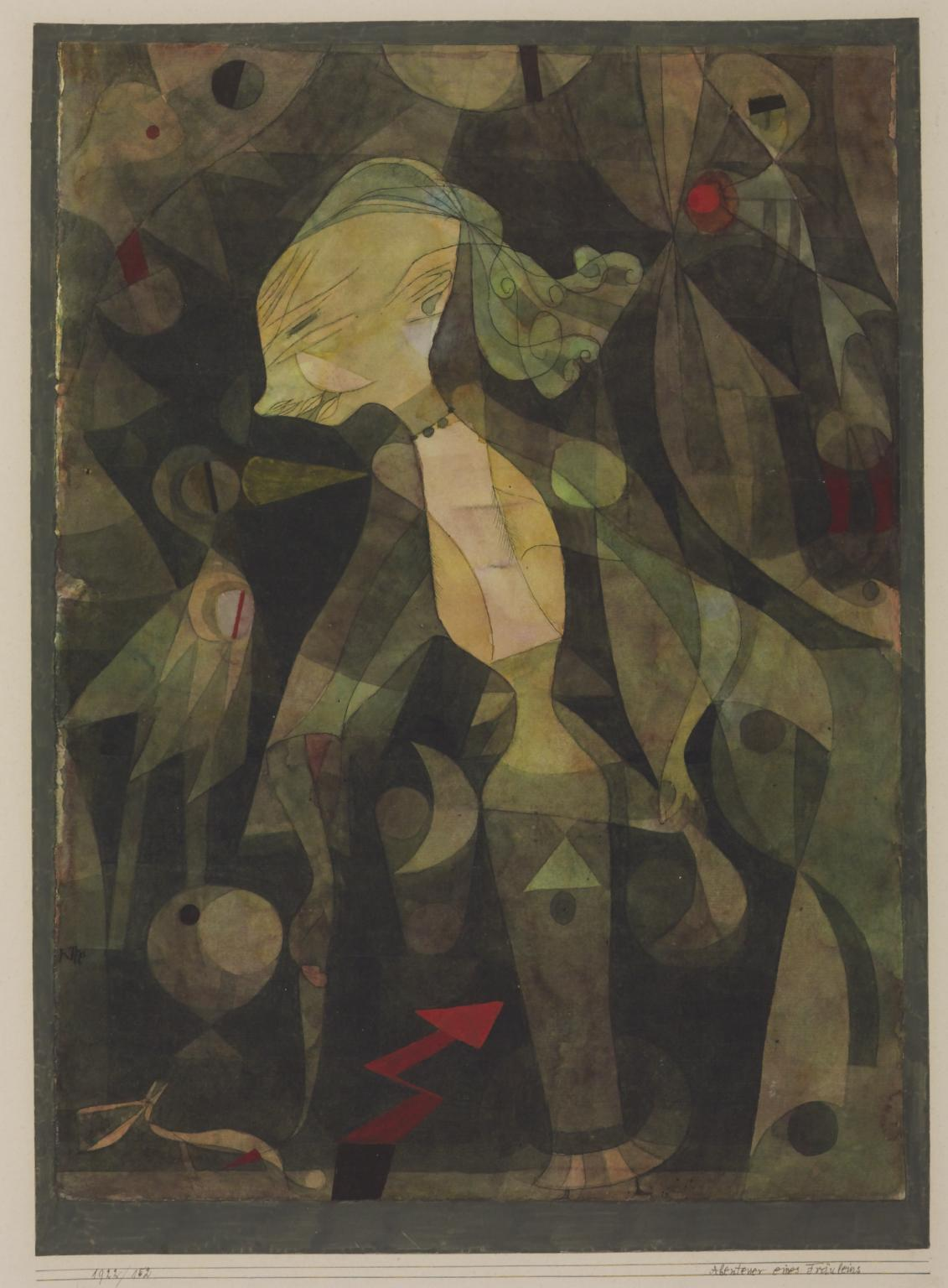
Avontuur van een Jong Meisje (1921)
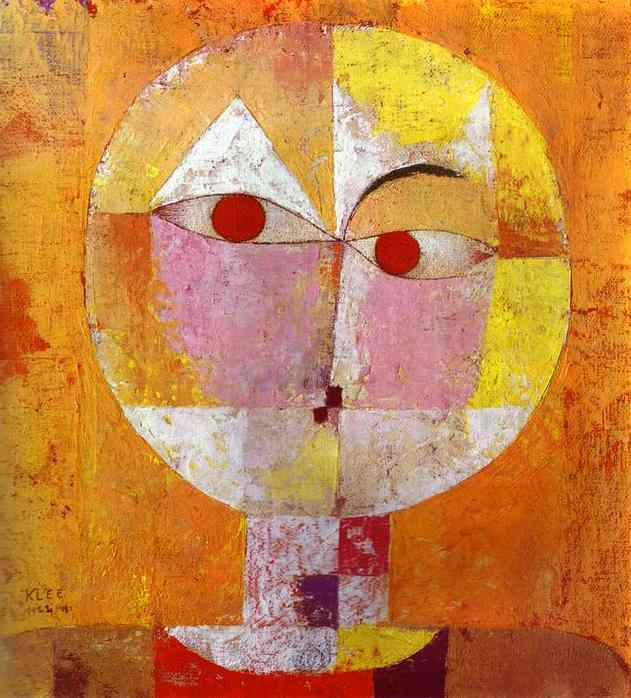
Senecio (1922)
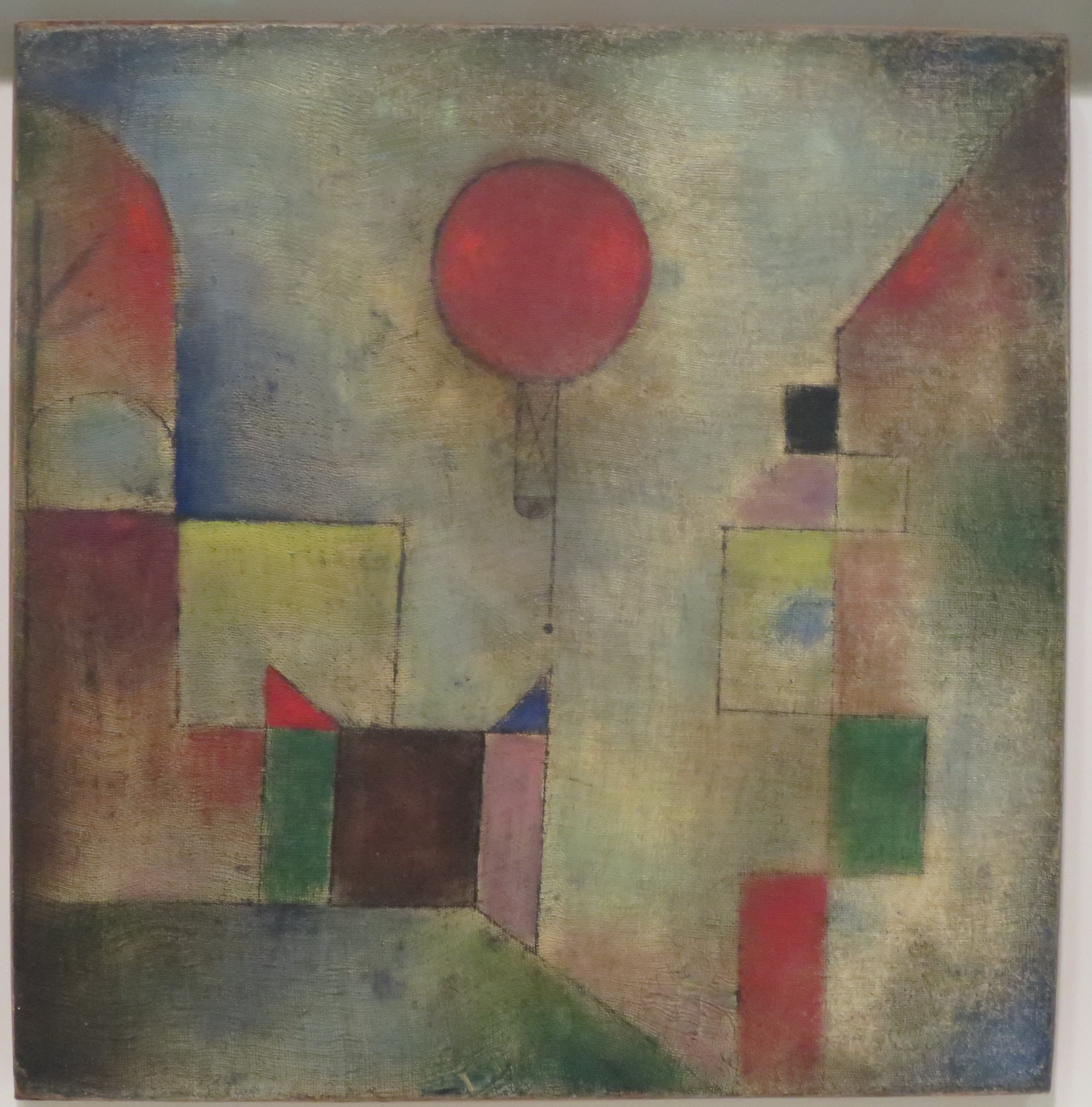
Rode Ballon (1922)
Vissen-magie (1925)
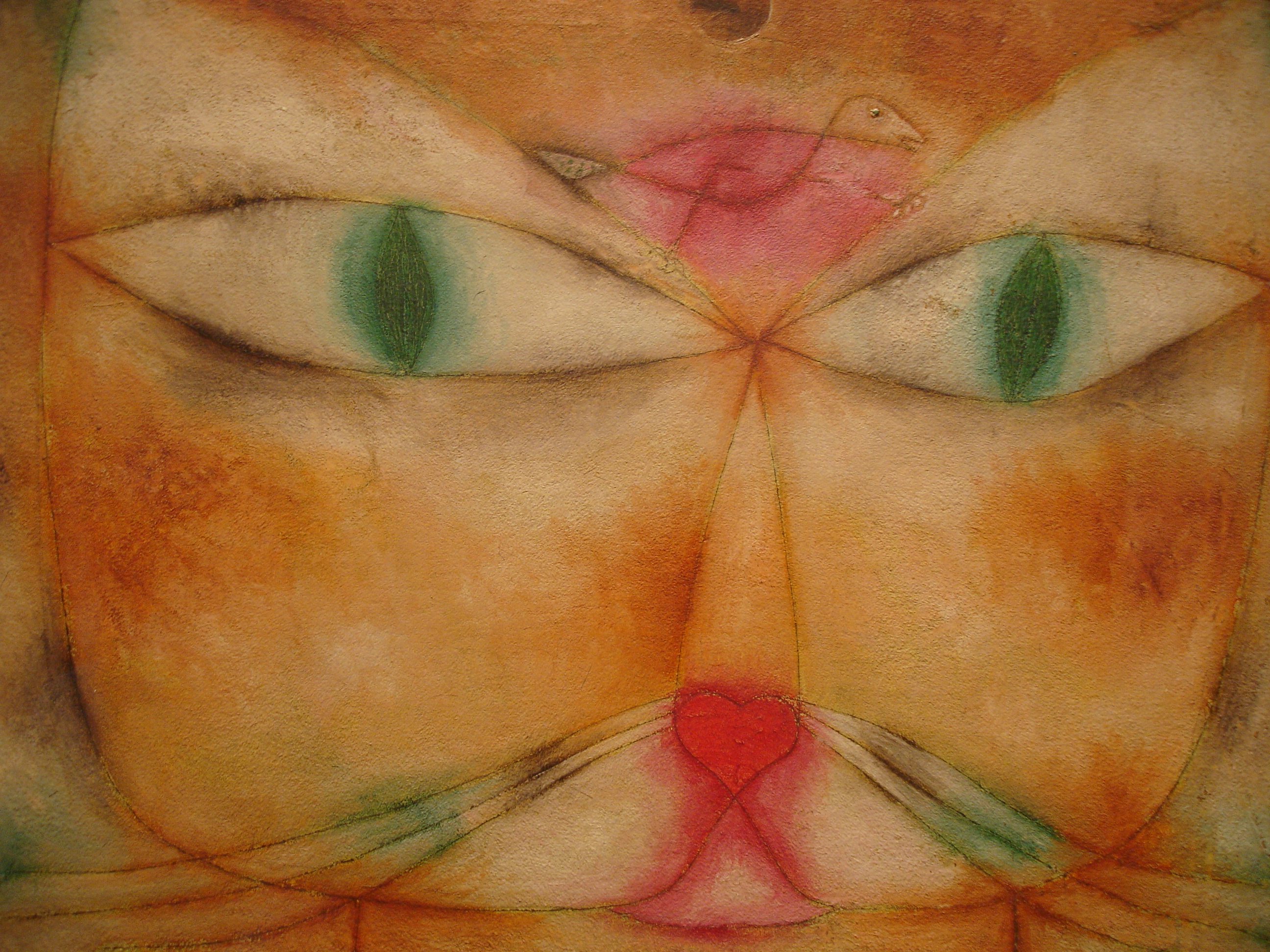
Kat en Vogel (1928)
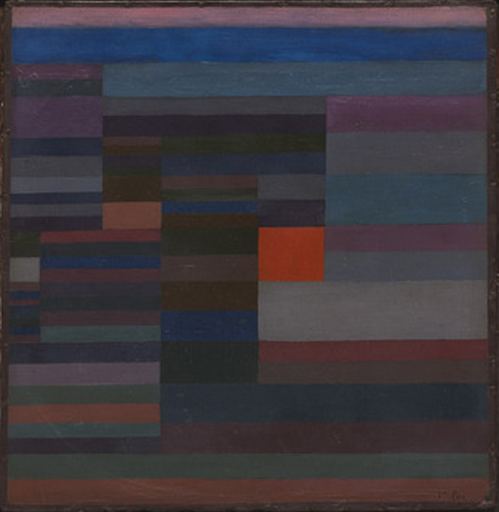
Vuur in de Avond (1929)
Ad Parnassum \ Polyfonie (1932)
De Man uit de Toekomst (1933)

## Werken (selectie)
- 1903: Invention 3: Jungfrau im Baum/Jungfrau (träumend), Radierung auf Zink, 23,6 × 29,8 cm, Kunstmuseum Bern, Bern
- 1907: Akt, exotisch tanzend mit 2 Pflanzen, stift op papier en karton, 13,5 × 5,7 cm, Paul-Klee-Stiftung, Kunstmuseum Bern, Bern
- 1912: Begattung in der Luft, veren, karton, 7,5 × 16,4 cm, Paul-Klee-Stiftung, Kunstmuseum Bern, Bern
- 1914  vor den Toren von Kairuan, aquarel op papier op karton, 20,7 × 31,5 cm, Kunstmuseum Bern
- 1914  im Stil v. Kairouan, ins gemässigte übertragen, aquarel en stift op papier, met veren op karton, 12,3 × 19,5 cm, Kunstmuseum Bern
- 1914: Erinnerung an einen Garten, aquarel en stift op papier op karton, 25,2 × 21,5 cm, Kunstsammlung Nordrhein-Westfalen, Düsseldorf
- 1914: Kleinwelt, Radierung auf Zink, 14,3 × 9,6 cm, Staatliche Graphische Sammlung, München
- 1915: Pflanzenliebe, veren op papier, 14,7 × 17,2 cm, Sprengel-Museum, Hannover
- 1915: Föhn im Marc’schen Garten, aquarel op papier op karton, 20 × 15 cm, Städtische Galerie im Lenbachhaus, München
- 1917: Himmelsblüten über dem gelben Haus, aquarel, 23 × 15 cm, Staatliche Museen zu Berlin, Nationalgalerie, Museum Berggruen
- 1918: Blumenmythos, aquarel op gaas en krantenpapier op zilverpapier op karton, 29 × 15,8 cm, Sprengel-Museum, Hannover
- 1918: Einst dem Grau der Nacht enttaucht …, aquarel, veren en stift op papier, op karton, 22,6 × 15,8 cm, Kunstmuseum Bern
- 1919: Villa R, olieverf op karton, 26,5 × 22,0 cm, Kunstmuseum Basel
- 1920: Angelus Novus, Israel Museum, Jerusalem
- 1922: Tanze Du Ungeheuer zu meinem sanften Lied, aquarel en olieverf op gaas, 40 × 29,2 cm, Guggenheim Museum (New York), New York
- 1922: Muzische namiddag, aquarel en olieverf op gaas
- 1922: Die Zwitscher-Maschine, aquarell op papier, veren, op karton, 41,3 × 30,5 cm, Museum of Modern Art (MoMA), New York
- 1924: altes Liebeslied, gouache, aquarel, veren op papier op karton, 26,7 × 35,2 cm, privéverzameling
- 1925: Der Goldfisch. olieverf en aquarel op papier op karton, 49,6 × 69,2 cm, Kunsthalle Hamburg
- 1926: Höhlen Blüten, aquarel op papier op karton, 36,4 × 53,7 cm, Kunstmuseum Stuttgart, verzameling Etta und Otto Stangl
- 1927: Schwarzer Fürst, olieverf en tempera op papier, lijst: 44,6 × 40,4 × 5,5 cm, Kunstsammlung Nordrhein-Westfalen
- 1928: Katze und Vogel, olieverf op doek, 38,8 × 53,4 cm, Museum of Modern Art (MoMA), New York
- 1929: Necropolis, olieverf op hout, 38 × 25 cm, Museum Berggruen, Berlijn
- 1932: Ad Parnassum, olieverf op doek, 100 × 126 cm, Kunstmuseum Bern
- 1932: Ein Fetzen Gemeinschaft, 26,5 × 40,0 cm, privébezit
- 1933: von der Liste gestrichen, olieverf op papier, 31,5 × 24 cm, Klee-Museum, Bern
- 1936: Das Tor zur Tiefe, veren en aquarel, wol op arton, 24 × 79 cm, Privébezit, Zwitserland
- 1937: Revolution des Viaductes, olieverf en wol, 60 × 50 cm, Kunsthalle Hamburg
- 1938  Insula dulcamara, olieverf op krantenpapier op jute, 88 × 176 cm, Kunstmuseum Bern
- 1939/40 Zonder titel (Stilleven), 100 × 80,5 cm, Kunstmuseum Bern

## Werk in openbare collecties (selectie)
- Guggenheim Museum (New York)
- Metropolitan Museum of Art, New York
- Museo d'Arte della Città di Ravenna
- Museum Boijmans Van Beuningen, Rotterdam
- Museum of Modern Art, New York
- Peggy Guggenheim Collection, Venetië
- Stedelijk Museum Schiedam
- Zentrum Paul Klee, Bern
- Sammlung Rosengart, Luzern

## Tentoonstellingen (selectie)
- 1906: Internationale Kunstausstellung des Vereins bildender Künstler Münchens ‚Sezession‘, Königliches Kunstausstellungsgebäude, München
- 1908: Zeichnende Künste. 16. Ausstellung der Berliner Sezession, Ausstellungshaus am Kurfürstendamm, Berlijn
- 1910: Erste Kollectivausstellung, Kunstmuseum Bern, Bern
- 1912: Zweite Ausstellung der Redaktion der Blaue Reiter. Schwarz-Weiß, Kunsthandlung Hans Goltz, München
- 1913: Erster Deutscher Herbstsalon, Galerie Der Sturm, Berlijn
- 1924: Societé Anonyme, New York
- 1925: La peinture surrealiste, Galerie Pierre, Paris (Gruppenausstellung)
- 1930: Museum of Modern Art, New York
- 1940: Gedächtnisausstellung Paul Klee, Kunsthalle Bern, Bern; Paul Klee, Buchholz Gallery, Willard Gallery, New York
- 1941: Gedächtnisausstellung Paul Klee, Kunsthalle Basel, Basel
- 1948: Stedelijk Museum, Amsterdam
- 1955: documenta, Kassel
- 1959: documenta II, Kassel
- 1964: documenta III, Kassel
- 1979: Paul Klee. Das Werk der Jahre 1919–1933. Gemälde, Handzeichnungen, Druckgrafik, Kunsthalle Keulen, Keulen
- 1989: Paul Klee. Die Sammlung Berggruen, Metropolitan Museum of Art, New York
- 1990: Paul Klee. Spätwerk, Württembergischer Kunstverein, Stuttgart
- 1995: Paul Klee – im Zeichen der Teilung, Kunstsammlung Nordrhein-Westfalen, Düsseldorf
- 1996: Paul Klee. Bilder träumen, Kunsthalle Mannheim
- 1999: Paul Klee, Schlossmuseum Murnau, Murnau am Staffelsee
- 2000: Paul Klee – die Sammlung Bürgi, Kunstmuseum Bern, Bern; Hamburger Kunsthalle, Hamburg; Scottish National Gallery of Modern Art, Edinburgh
- 2002: Paul Klee trifft Joseph Beuys – Ein Fetzen Gemeinschaft, Schloss Moyland (2000) und Kurpfälzisches Museum, Heidelberg
- 2003: Paul Klee im Rheinland, Kunst- und Ausstellungshalle der Bundesrepublik Deutschland, Bonn
- 2003/2004: Paul Klee 1933, Städtische Galerie im Lenbachhaus, München; Kunstmuseum Bern, Bern; Schirn Kunsthalle Frankfurt, Frankfurt/Main; Hamburger Kunsthalle, Hamburg
- 2003/04:  Paul Klee – Lehrer am Bauhaus Kunsthalle Bremen
- 2006/07: Paul Klee – Kein Tag ohne Linie, Museum Ludwig, Keulen
- 2008/09: Paul Klee – Bewegung im Atelier, Paul-Klee Zentrum, Bern, 13 september 2008 t/m 18 januari 2009
- 2008/09: Das Universum Klee – der Kult des Künstlers, Neue Nationalgalerie, 31 oktober 2008 t/m 8 februari 2009
- 2009: Paul Klee und Feininger, Gustav-Lübcke-Museum Hamm, 22 februari t/m 24 mei 2009
- 2010: Klee trifft Picasso, Zentrum Paul Klee, Bern, 6 juni - 26 september 2010
- 2012: Klee en Cobra: Het begint als kind, CobraMuseum, Amstelveen 28 januari t/m 22 april 2012
- 2013: "Kosmos Farbe. Itten-Klee", Martin-Gropius-Bau, Berlijn, 25 april t/m 29 juli 2013
- 2013/2014: "Paul Klee-Making Visible" Tate Modern, Londen, 16 oktober 2013 t/m 9 maart 2014
- 2016: “Irony at work” Centre Pompidou, Parijs, 6 april t/m 1 augustus 2016